# جينات سياسية
الجينات السياسية (الجينوبوليتيكس) هي دراسة الأساس الوراثي للسلوكيات والاتجاهات السياسية. وتجمع بين الوراثيات السلوكية وعلم النفس والعلوم السياسية، كما ترتبط بشكل وثيق بالمجالات الناشئة، مثل السياسة العصبية (دراسة الأساس العصبي للسلوكيات والاتجاهات السياسية) والفيزيولوجيا السياسية (دراسة العلاقات الفيزيائية الحيوية بالسلوكيات والاتجاهات السياسية).
وصفت صحيفة الكرونيكل للتعليم العالي (The Chronicle of Higher Education) مؤخرًا تطور الجينات السياسية كمجال دراسة وأدخلت مجلة نيويورك تايمز (New York Times Magazine) الجينات السياسية في العدد السنوي الثامن "السنة في أفكار"، مع ملاحظة أن أول من صاغ المصطلح هو جايمس فاولر.

## دراسات التوائم للاتجاهات السياسية
بدأ علماء النفس وعلماء الوراثة السلوكية استخدام دراسات التوائم في فترة الثمانينيات من القرن العشرين لدراسة التباين في المواقف الاجتماعية، وقد أشارت هذه الدراسات إلى لعب الجينات والبيئة دورًا في المواقف الاجتماعية. وعلى وجه الخصوص، نشر نيك مارتن وزملاؤه دراسة توائم مؤثرة عن المواقف الاجتماعية في دورية وقائع الأكاديمية الوطنية للعلوم (Proceedings of the National Academy of Sciences) في عام 1986.
ومع ذلك، لم تتطرق هذه الدراسة المبكرة بشكل خاص إلى تحليل ما إذا كانت التوجهات السياسية موروثة أم لا، وظل علماء السياسة غير مدركين في الغالب لوراثة المواقف الاجتماعية حتى عام 2005. وفي ذلك العام، نشرت مجلة العلوم السياسية الأمريكية (American Political Science Review) إعادة تحليل للأسئلة السياسية حول مسح الموقف الاجتماعي للتوائم الذي أجراه مارتن، والمتعلق بكون الأيديولوجية الليبرالية والمحافظين المقترحة موروثة. وأثار المقال جدلاً واسعًا بين النقاد والمؤلفين ومؤيديهم.

## دراسات التوائم للسلوك السياسي
أشارت دراسات التوائم المبدئية إلى أن الأفكار السياسية موروثة، ولكنها لم تتناول السلوك السياسي بشكل كبير. وقد طابق مقال نشر عام 2008 في مجلة العلوم السياسية الأمريكية سجلات تسجيل الناخبين المتاحة للجمهور بسجل خاص بالتوائم في لوس أنجلوس، حيث حلل نسبة المقترعين المبلغ عنها ذاتيًا في الدراسة المحلية الطولية لصحة المراهقين (الصحة الإضافية) ودرس أشكال المشاركة السياسية الأخرى. وفي الحالات الثلاث، ساهمت كل من الجينات والبيئة بشكل كبير في تباين السلوك السياسي.
أثبتت دراسات إضافية أن الجينات ليس لها دور مباشر في اختيار الحزب السياسي، وهو ما يدعم نتيجة رئيسية في دراسة السياسة الأمريكية التي تشير إلى أن اختيار الحزب الديمقراطي أو الجمهوري تشكله التنشئة الاجتماعية الأبوية غالبًا. ومع ذلك، أظهرت دراسات أخرى أن قرار الانضمام إلى أي حزب سياسي ومدى قوة هذا الارتباط تتأثر كثيرًا بالجينات.

## الدراسات المتعلقة بالجينات

### الجينات المرشحة
أدت نتائج الدراسات السابقة إلى تحويل العلماء مؤخرًا اهتمامهم إلى جينات محددة ربما ترتبط بالسلوكيات والاتجاهات السياسية. وفي أول بحث يربط جينات محددة بأنماط سياسية، تم ترسيخ وجود علاقة مباشرة بين نسبة المقترعين وإنزيم أوكسيداز A أحادي الأمين (MAO-A) وتفاعل الجين-البيئة بين نسبة المقترعين والجين ناقل السيروتونين (5HTT) وسط هؤلاء الذين اشتركوا بشكل متكرر في الأنشطة الدينية. وفي أبحاث أخرى، اكتشف العلماء أيضًا وجود علاقة بين نسبة المقترعين والجين مستقبل الدوبامين (DRD2) المتواسط؛ حيث يوجد ارتباط كبير بين ذلك الجين والميل إلى الانضمام إلى حزب سياسي. وأظهرت دراسات أحدث وجود تفاعل بين الصداقات والجين مستقبل الدوبامين المرتبط بالأيديولوجية السياسية. وبالرغم من أن هذه الدراسات أولية وبحاجة إلى تكرارها، إلا أنها تشير إلى تأثير مهم لوظيفة الناقل العصبي على السلوك السياسي.
تلقى منهج الجينات المرشحة انتقادًا كبيرًا في مقال نشر عام 2012 في مجلة العلوم السياسية الأمريكية، الذي زعم ارتباط العديد من الجينات المرشحة المحددة في البحث السابق بصفات وسلوكيات لا حد لها. وتعمل درجة ارتباط هذه الجينات بالعديد من النتائج على تقليل الأهمية الجلية لدليل ارتباط أحد الجينات بأي نتيجة معينة.

### تحليل الارتباطات
من خلال توظيف منهج أكثر عمومًا، استخدم الباحثون تحليلاً ارتباطيًا على مستوى الجينوم لتحديد المناطق الصبغية المرتبطة بالاتجاهات السياسية التي تم تقييمها باستخدام درجات على مقياس الليبرالية-المحافظين. وقد حدد تحليلهم العديد من القمم الارتباطية المهمة، هذا إلى جانب إقحام المناطق الصبغية ذات الصلة في دور محتمل مع حمض ن-ميثيل د-الأسبارتيك والمستقبلات المرتبطة بالغلوتامات في تشكيل الاتجاهات السياسية. ومع ذلك، فإن هذا الدور تخميني؛ حيث لا يمكن للتحليل الارتباطي تحديد تأثير الجينات الفردية.

## كتابات أخرى
- Fowler، James H. (7 نوفمبر 2008). "Biology, Politics, and the Emerging Science of Human Nature" (PDF). Science. ج. 322 ع. 5903: 912–914. DOI:10.1126/science.1158188. PMID:18988845. مؤرشف من الأصل (PDF) في 2021-01-17. اطلع عليه بتاريخ 2013-06-18. {{استشهاد بدورية محكمة}}: الوسيط author-name-list parameters تكرر أكثر من مرة (مساعدة)
- "The Biology of Ideology". Wall Street Journal. 27 مايو 2008. مؤرشف من الأصل في 2013-01-19.
- "It's the Genes Stupid". New York Times. Sept 4, 2008. مؤرشف من الأصل في 2019-09-06. {{استشهاد بخبر}}: تحقق من التاريخ في: |تاريخ= (مساعدة)
- "The Genetics of Politics". Scientific American. نوفمبر 2007. مؤرشف من الأصل في 2019-12-17.
- "Are Politics Rooted in Your Genes?". CNN. 11 فبراير 2008. مؤرشف من الأصل في 2019-04-15.
- Carey، Benedict (21 يونيو 2005). "Some Politics May Be Etched in the Genes". New York Times. مؤرشف من الأصل في 2014-09-07. اطلع عليه بتاريخ 2010-05-03.
- Hatemi، P. K.؛ McDermott، R. (2012). "The genetics of politics: Discovery, challenges, and progress". Trends in Genetics. ج. 28 ع. 10: 525–533. DOI:10.1016/j.tig.2012.07.004. PMID:22951140.